# Napoleone Orsini Frangipani
Napoleone Orsini Frangipani (ur. 1263 w Rzymie – zm. 23 marca 1342 w Awinionie) – włoski kardynał.
Krewny papieża Mikołaja III. Nominację kardynalską (z tytułem diakona S. Adriano) otrzymał w 1288 od Mikołaja IV. Dwukrotnie (1300-01 i 1306-09) był legatem papieskim w środkowej Italii. Podczas pierwszej z tych legacji przyłączył Gubbio do Państwa Kościelnego. W 1301 został gubernatorem miasta Sabina, a w 1305 archiprezbiterem bazyliki watykańskiej. Rychło stał się jedną z najbardziej wpływowych postaci w Świętym Kolegium. Początkowo był przeciwnikiem rodu Colonna, jednak na Konklawe 1304–1305 opowiadał się za ich rehabilitacją, stał się wówczas także promotorem francuskich interesów. Na konklawe 1316 był liderem partii włoskiej i wywarł znaczący wpływ na wybór Jana XXII, wkrótce jednak przeszedł do opozycji wobec niego. Związał się wówczas z franciszkańskimi spirytuałami i popierającym ich królem Niemiec Ludwikiem z Bawarii. Uczestniczył w konklawe 1334 i jako kardynał-protodiakon (od 1305) koronował papieża Benedykta XII (8 stycznia 1335). Autor Żywota św. Klary. Zmarł w Awinionie.